# Comuna de Zgierz
Zgierz (polaco: Gmina Zgierz) é uma gminy (comuna) na Polónia, na voivodia de Lodz e no condado de Zgierski. A sede do condado é a cidade de Zgierz.
De acordo com os censos de 2007, a comuna tem 11 766 habitantes, com uma densidade 59 hab/km².

## Área
Estende-se por uma área de 199,05 km², incluindo:
- área agricola: 59%
- área florestal: 29%

## Demografia
Dados de 31 de Dezembro 2007:
|                      | Total   | Total | Mulheres | Mulheres | Homens  | Homens |
| -------------------- | ------- | ----- | -------- | -------- | ------- | ------ |
|                      | pessoas | %     | pessoas  | %        | pessoas | %      |
| População            | 11 766  | 100   | 5964     | 50,7     | 5802    | 49,3   |
| Densidade (pop./km²) | 59,11   | 100   | 29,96    | 29,96    | 29,15   | 29,15  |

De acordo com dados de 2002, o rendimento médio per capita ascendia a 1398,51 zł.

## Comunas vizinhas
- Aleksandrów Łódzki, Głowno, Łódź, Ozorków, Ozorków, Parzęczew, Piątek, Stryków